# موزيوم كوارتير

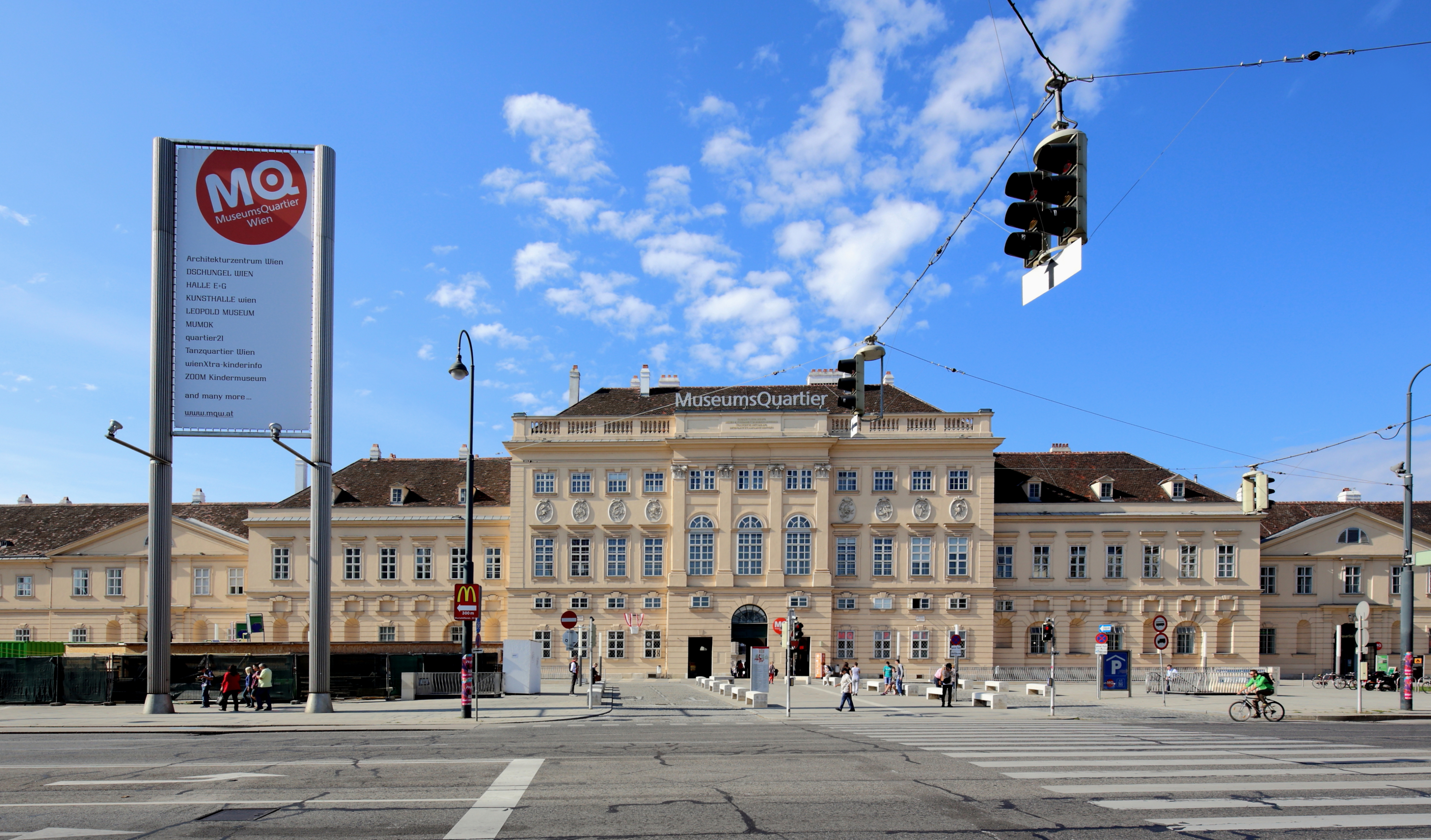
مدخل موزيوم كوارتير الرئيس (2014)

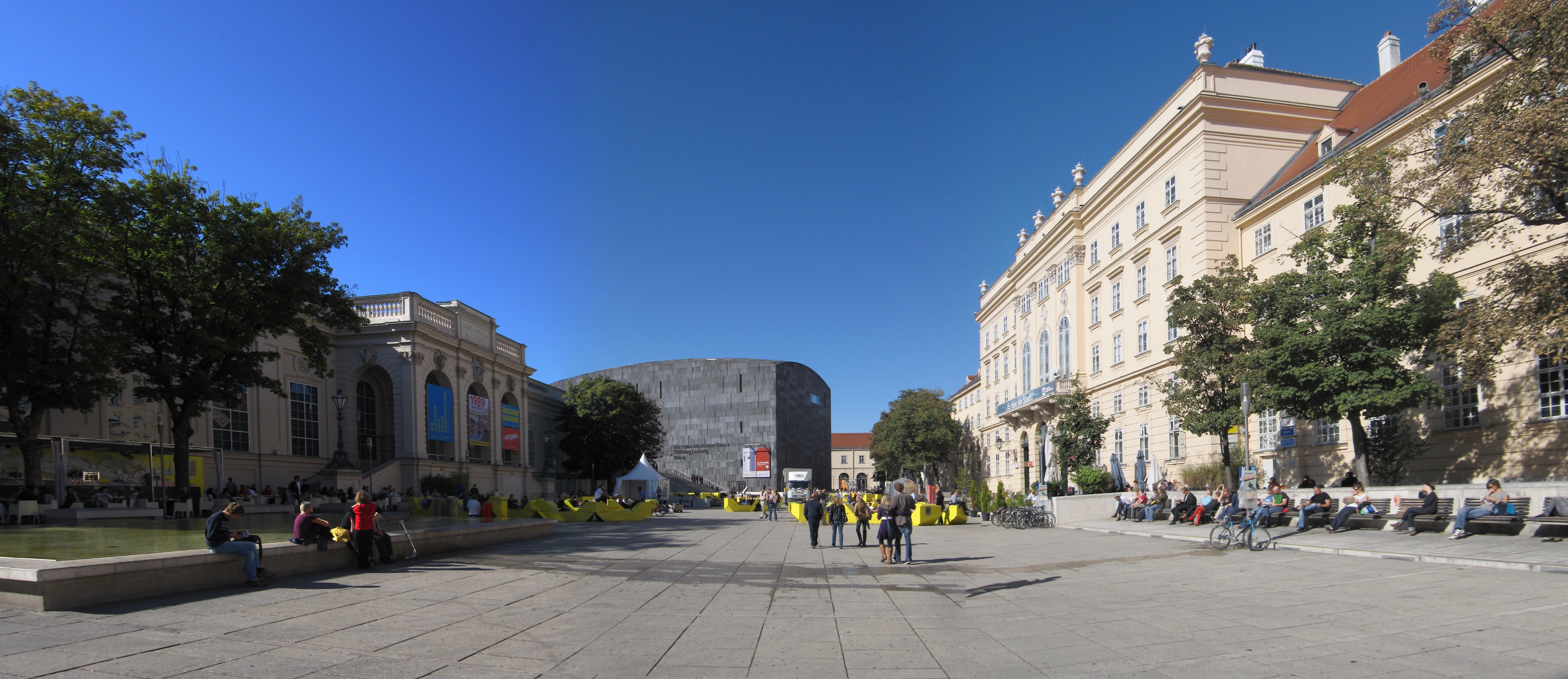
فناء موزيوم كوارتير الداخلي (2010)

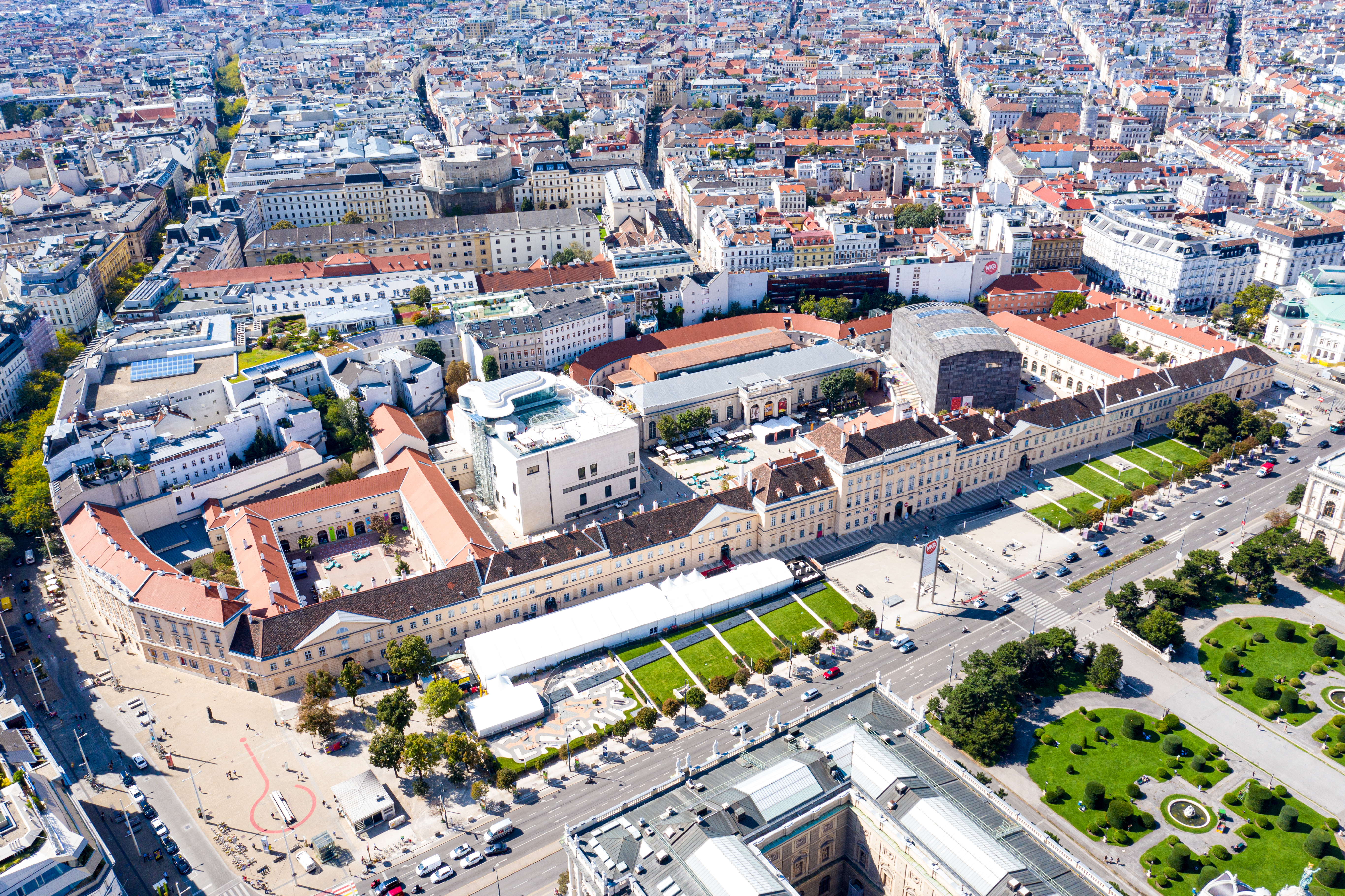
صورة جوية لموزيوم كوارتير (2020)

موزيوم كوارتير (بالألمانية: MuseumsQuartier)‏ ومختصرها MQ هو مجمع للمعارض والمتاحف في حي فيينا السابع القريب من وسط المدينة. يتراوح العرض من الفنون المرئية والأداء، والهندسة المعمارية، والموسيقى، والأزياء، والمسرح، والرقص، والأدب وثقافة الأطفال إلى وسائل الإعلام الجديدة. كان وقت افتتاحه كانت ثامن أكبر منطقة ثقافية في العالم. المكونات البارزة هي متحف الفن الحديث (لغة ألمانية|Mumok) ومتحف ليوبولد، قاعة فنون فيينا [الإنجليزية].
يقع المجمع على الجانب المقابل من ميدان ماريا تيريزيا الواقع على شارع الرينغ [الألمانية] الرئيسي في فيينا، بالقرب من متحف تاريخ الفن ومتحف التاريخ الطبيعي، ومن الممكن الوصول إليه بخطيّ مترو الأنفاق U2 و U3 وخطوط الترامواي على شارع الرينغ.
يقابله على الناحية من شارع الرينغ قصر الهوفبورغ، وبجواره مسرح الفولكسثياتر وميدان آرثر شنتسلر. ضُمّ إلى المجمع مبنى اسطبلات البلاط التاريخي الذي يعود إلى القرنين الثامن عشر والتاسع عشر، وتعد واجهة المجمع الخارجية أطول واجهة باروكية في العاصمة النمساوية.
في عام 1922 حولت مباني الاسطبلات الامبراطورية التي أنشئت في عام 1725 إلى قاعة معارض تجارية كبرى وتم تعديل المبنى وفقا لذلك. في أبريل 1998 بدأ التحويل إلى مجمع المتاحف الذي تم افتتاحه بعد ثلاث سنوات على مرحلتين (يونيو وسبتمبر 2001). تتناقض مباني المجمع الباروكية الأصلية مع التصاميم المعمارية الحديثة في مباني المتحف الجديدة.

## التاريخ

### الاسطبلات الامبراطورية في زمن هابسبورغ

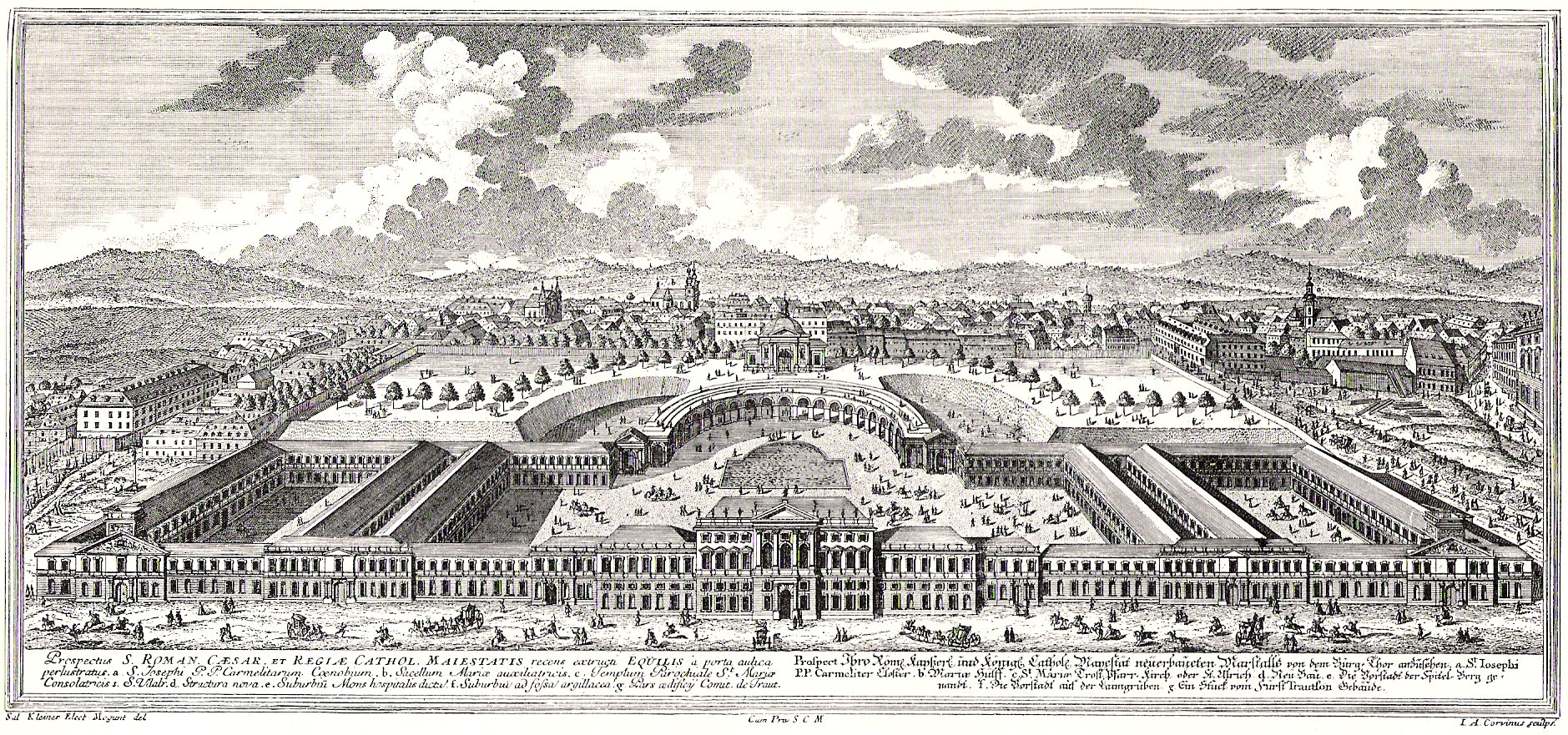
اسطبلات البلاط حوالي عام 1720 ، برسم سالومون كلاينر

شيد المبنى الرئيسي ومدخل المجمع اليوم في الأصل ليكون مقرا للاسطبلات الامبراطورية عام 1713 في عهد الإمبراطور كارل السادس. صمم البناء المعماري يوهان برنارد فيشر فون إيرلاخ في مواجهة القصر الملكي في هوفبورغ في المساحة خارج بوابة سور البلدة القديمة. بعد وفاة المعماري الأب في عام 1725 أتم المبنى ابنه جوزيف إيمانويل الذي أحدث تعديلات على التصميم الأصلي.
جرت في السنوات التالية تحويلات وإضافات متنوعة، منها واحد في عهد فرانز جوزيف الأول حيث شيدت في الأعوام 1850-1854 مدرسة الفروسية الشتوية على الطراز الكلاسيكي (اليوم القاعة E + G). كذلك أمرت الإمبراطورة إليزابيث في عام 1874 ببناء قاعة ركوب مثمنة الأضلاع في ساحة التسريج، تضم اليوم مكتبة مركز فيينا للهندسة المعمارية.
بعد نهاية الحرب العالمية الأولى وتأسيس جمهورية النمسا فقدت إسطبلات البلاط غرضها وبيع جزء مهم من محتوياتها بالمزاد العلني.

### التحويل إلى قصر معارض
في عام 1921 استخدت المنطقة لأول مرة معرضا تجاريا، وحولت لاحقًا إلى قصر معارض تجارية وسميت بذلك، وأقيمت قاعة كبيرة خلف حلبة ركوب الخيل الشتوية، وأدارت المعرض شركة تابعة للبلدية.
في الأعوام 1940 إلى 1945 أقيمت في قصر المعارض فعاليات دعائية للنظام النازي. وفي 1946استأنف معرض فيينا التجاري نشاطه مرة أخرى، وبنيت قاعتان كبريان في الفناء الرئيسي، وجرت في المكان تحويلات وإضافات حتى عقد الستينيات.

### إعادة التخصيص

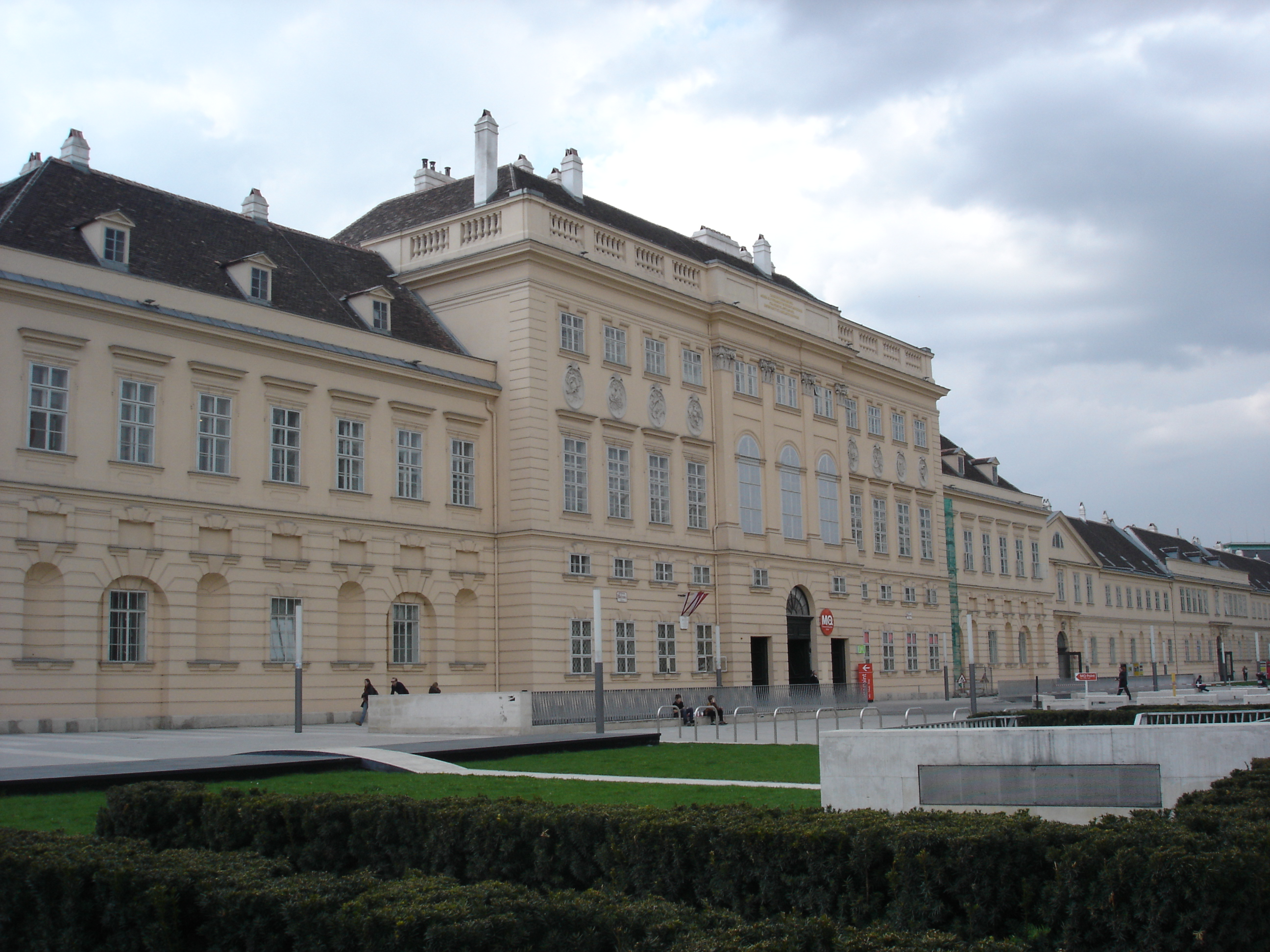
المدخل الرئيسي (2006)

في عام 1983 بدأ العمل على مفهوم منتدى ثقافي، وفي عام 1985 استخدم قصر المعارض لأول مرة مكانا لأسابيع مهرجان فيينا (بالألمانية: Wiener Festwochen)‏ التي استمرت هناك في الأعوام اللاحقة. في الفترة بين 1980 و1986 نشأ نقاش مكثف حول استخدام المكان االأمثل.
في عام 1986 أعلن عن المرحلة الأولى من مسابقة الهندسة المعمارية، أما المرحلة الثانية فطور لها المعماريان ديتر بوجنر وديتمار شتاينر مفهوما جديدا تماما من حيث المحتوى والعمران. جرت المسابقة في الأعوام 1989-1990، واستند المفهوم إلى مركز بومبيدو في باريس نموذجا للمحتوى وليس العمارة. انطلاقا من مفهوم متحف للفن الحديث خُطط لمرافق ووسائط جديدة وأفلام الفيديو وفن رقمي، بوجود مكتبة للوسائط المتعددة. بالإضافة إلى ذلك، اقتضى المفهوم إنشاء مساحة للمؤسسات الثقافية المعاصرة الأخرى: قاعة الفنون (بالألمانية: Kunsthalle Wien)‏، ومتحف الأطفال، ومركز الهندسة المعمارية.. إلخ.
أجريت مسابقة من مرحلتين قُدّم فيها 88 مشروعًا. ومنحت في في المرحلة الأولى سبع جوائز متساوية. في المرحلة الثانية، فاز مشروع شركة المعماريين مانفرد ولورديس أورتنر (والذي تم تعديله بشكل كبير منذ ذلك الحين) بإجماع هيئة التحكيم.
تضمنت الخطة الأصلية برجين (أحدهما رفيع مع مخطط أرضي بيضاوي للمكتبة والآخر أسطواني للمكاتب). نتيجة لذلك جرت نقاشات عامة شرسة دامت لسنوات، خاصة حول ارتفاع الهيكل الجديد وحول ما يسمى ببرج القراءة، وهو مبنى شاهق ضيق كان من المقرر أن يكون معلمًا لمجمع المتاحف. في عام 1990 تأسست مبادرة من المواطنين المعارضين للمشروع المخطط له، وكذلك احتج في العام 1993 أكثر من 140 من المؤرخين والمهندسين المعماريين المعروفين، بما في ذلك باني هرم اللوفر إيوه مينج بي، والسير إرنست جومبريتش.
في نوفمبر 1990 أسست وزارة العلوم والبحوث (75 ٪) ومدينة فيينا (25 ٪) شركة تجهيز وإدارة موزيوم كوارتير. انتقد تقرير عن هيئة التدقيق نُشر في عام 1995 حقيقة أن مالكي الشركة غالبًا ما يتخذون قرارات تطوير المجمع المهمة بعد فوات الأوان.
في أكتوبر 1994، قرر عمدة فيينا آنذاك، هيلموت تسيلك، عدم بناء برج القراءة المختلف عليه، وروجع تصميم هذا الجزء وغُيّر حجمه لاحقًا. وبعد التشاور مع متخصص حماية المباني التاريخية مانفريد ويهدورن، صممت مباني المتحف الجديدة بواجهات من الحجر الطبيعي وعلى ارتفاع منخفض بدلاً من الواجهات الزجاجية الشفافة التي خُطط لها في البدء.
بدأ البناء في أبريل 1998 وواجه تغطية إعلامية سلبية بعد أن عُرف أن هذا المشروع المكلف (تكلفة الترميم الإجمالية كانت حوالي 150 مليون يورو) يعاني من أوجه قصور كبيرة في إمكانية الوصول إليه، التي تم عولجت لاحقا إلى حد كبير. وفي نهاية أكتوبر 1999 حصل التصميم البديل على تقرير إيجابي من امكتب حماية المباني التذكارية، واكتمل البناء في عام 2001 وافتتح المجمع في 29. يونيو 2001.

## استخدامات المجمع اليوم

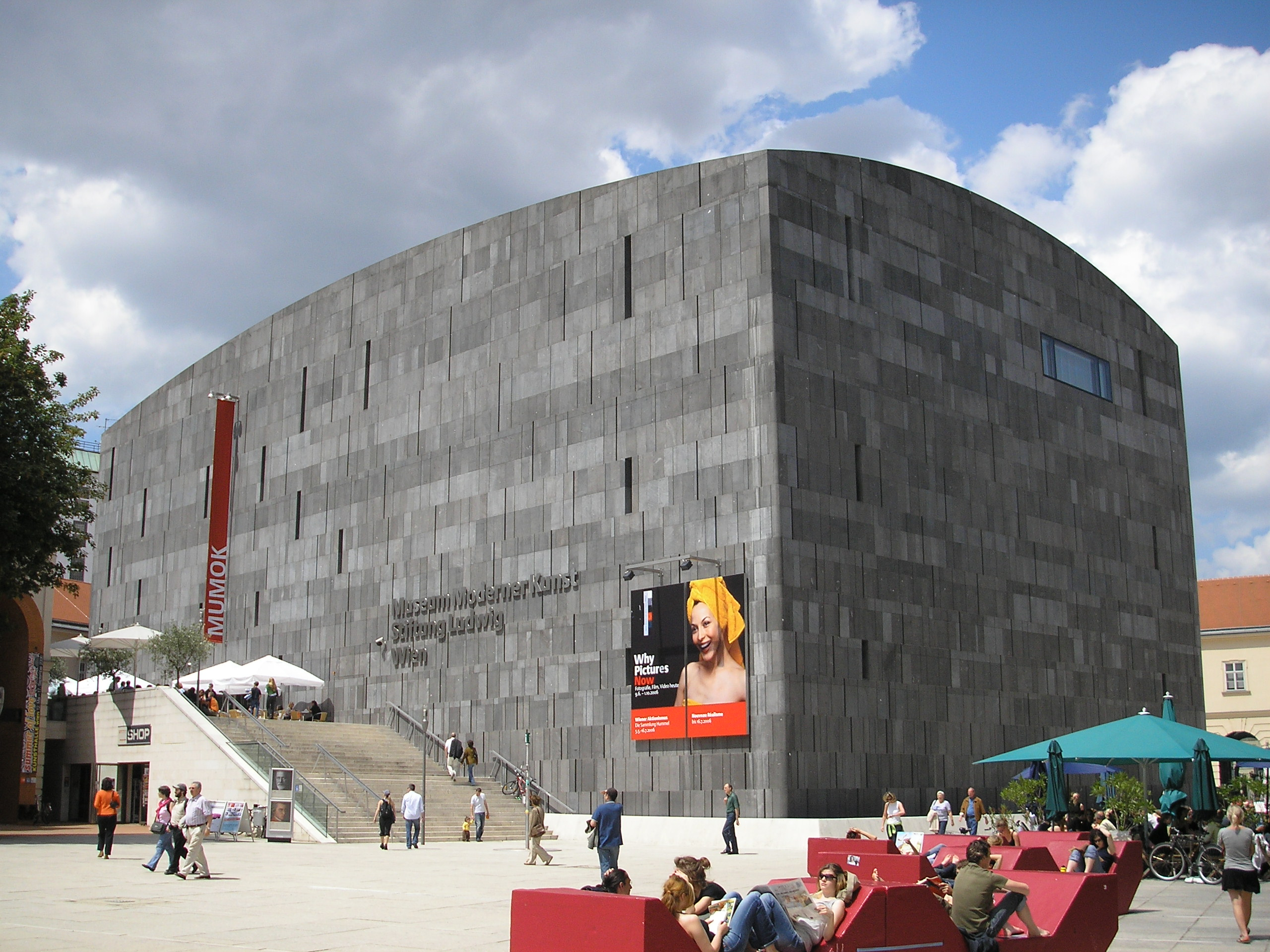
متحف الفن الحديث "MUMOK" مع مقاعد الساحة الداخلية المسماة "إنتسيس" أمامه (باللون الأحمر ، 2006)

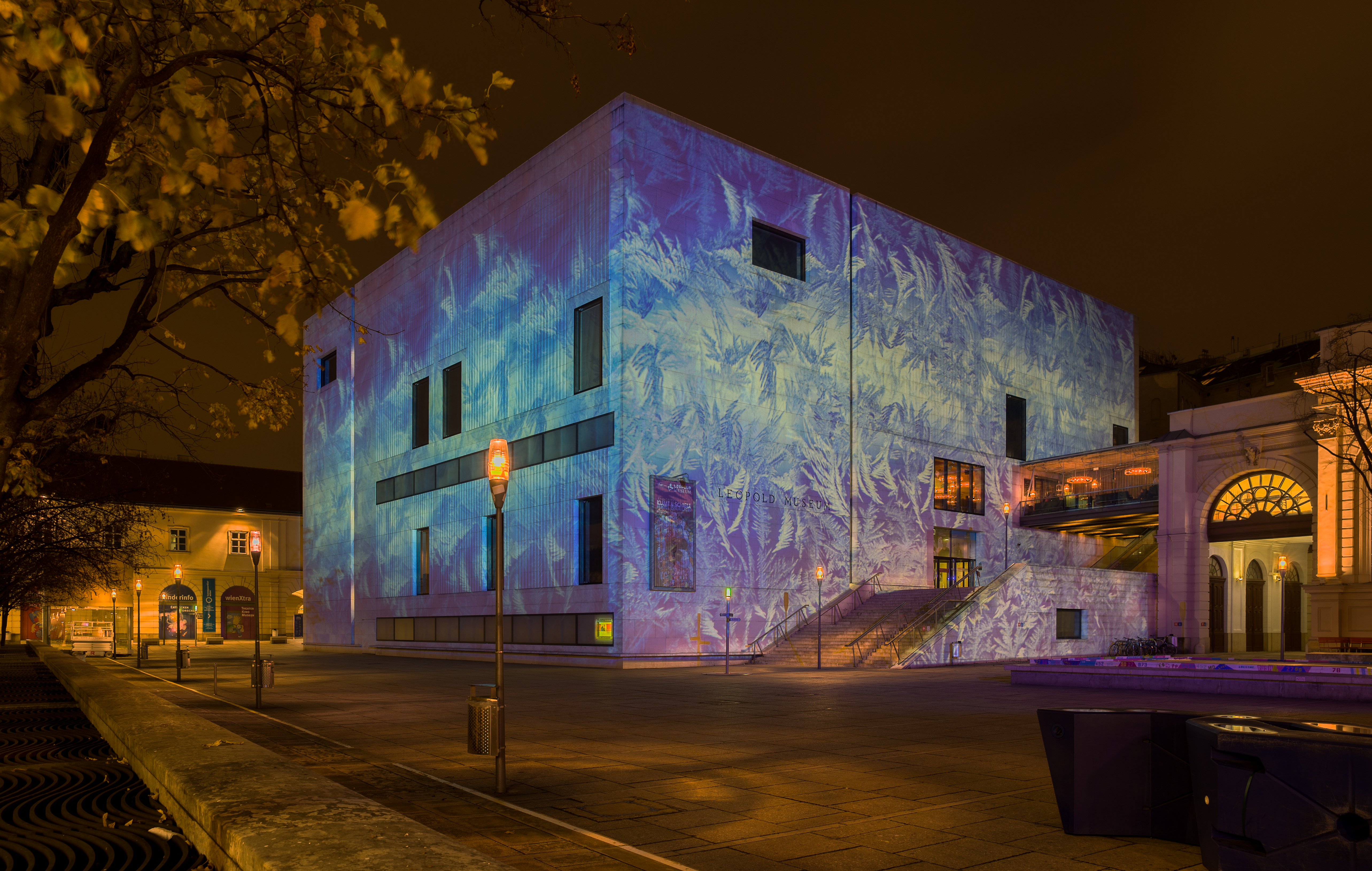
لقطة ليلية لمتحف ليوبولد (2014)

تبلغ مساحة المجمع حوالي 90.000 متر مربع، ويضم تسع مؤسسات ثقافية كبيرة بالإضافة إلى المساحة الإبداعية Q21 التي تشمل مع ما يقارب الـ60 من المبادرات والمهرجانت ومجموعات الفنانين والشركات الإبداعية، التي تغطي مجالات الفنون البصرية والأدب والموسيقى والهندسة المعمارية والتصميم والرقص والمسرح والأداء، والموضة والثقافة الألعاب المستقلة ووسائل الإعلام الجديدة وثقافة الأطفال وثقافة أوقات الفراغ.
المؤسسات الثقافية التسعة هي:
- متحف لودفيغ للفن الحديث "MUMOK"
- متحف ليوبولد
- اعة الفنون (بالألمانية: Kunsthalle Wien)‏
- مركز فيينا المعماري
- مجمع الرقص (بالألمانية: Kunstquartier Wien)‏ ،
- غابة فيينا (بالألمانية: Der Dschungel Wien)‏، مسرح الطفل
- متحف الأطفال "ZOOM"
- مركز معلومات الأطفال فيينا إكسترا (بالألمانية: wienXtra-kinderinfo)‏ ،
- القاعات E و G: منصة فعاليات الموسيقى والفنون المسرحية.

### متحف ليوبولد
متحف ليوبولد مبنى متوازي المستطيلات مكسو من الخارج بحجر جيري أبيض صممه مانفرد ولورديس أورتنر. يضم بين معروضاته أكبر مجموعة في العالم من الصور للرسام النمساوي إيغون شيلي. على سطح المبنى أقيم عام 2020 العمل الفني «اليعسوب» مع شرفة ومصعد خارجي.

### مجسم اليعسوب
اليعسوب على سطح متحف ليوبولد عمل فني للمهندسين المعماريين مانفرد ولورديس أورتنر أنجر في عام 2020 تدخلات فنية دائمة من بيرغيت كوفانس وإيفا شليغل. يمكن الوصول إليه عبر مصعدين خارج متحف ليوبولد وهو متاح مجانا للزوار. يوجد فيه كشك للمأكولات مع أماكن للجلوس على الشرفة. مبنى اليعسوب توسعة جديدة للمجمع، وهي منطقة ثقافية ومنصة عرض ومكان للراحة الزوار، وموقع للفعاليات.

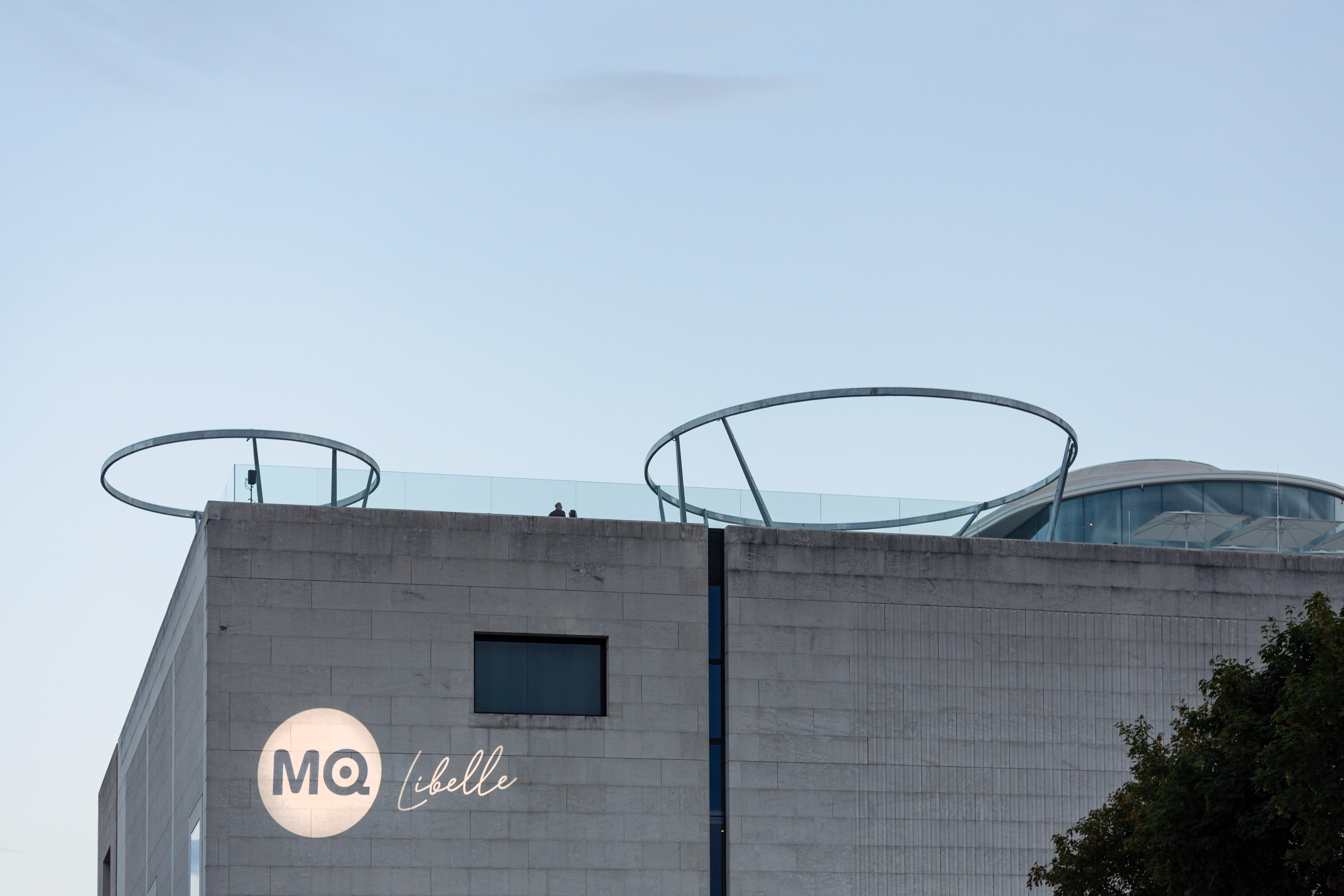
اليعسوب (2020)

### متحف الفن الحديث
متحف الفن الحديث (MUMOK) هو مبنى مكعب مغطى بالصخور البركانية. كان تصميم المعاريين أورتنر الأصلي أكثر ارتفاعا وكذلك كان مخططا لطوابقه السفلية أن تكون تحت الأرض، إلا انه عُدّل في سياق النقاش الذي أحاط بالمشروع. يقوم المتحف على مؤسسة (وقف) لودفيغ (بالألمانية: Ludwig)‏ النمساوية للزوجين الجامعيين للفنون إيرين وبيتر لودفيج، الذين عرضت مقتنياتهما سابقا في فيينا في متحف القرن العشرين (اسمه اليوم بلفدير 21) وفي قصر ليختنشتاين.

### قاعة فيينا للفنون
تقع قاعة فيينا للفنون (بالألمانية: Kunsthalle Wien)‏ بجوار حلبة ركوب الخيل الشتوية التاريخية مباشرة، وفيها مع قاعتان تنظم فيها عادة معارض للفن المعاصر. لدى هذه المؤسسة قاعة أخرى قريبة من ميدان كارلزبلاتس تستخدم أيضًا لمعارض لفن المعاصر الوطني والدولي، وفيها مطعم ومقهى.

### قاعات للفعاليات الثقافية
إلى جانب استخدامه كمتحف، يقدم المجمع قاعات لفعاليات أسابيع مهرجان فيينا (بالألمانية: Wiener Festwochen)‏ في قسم مجمّع الرقص ومركز فيينا المعماري.

### الـ"Q21"

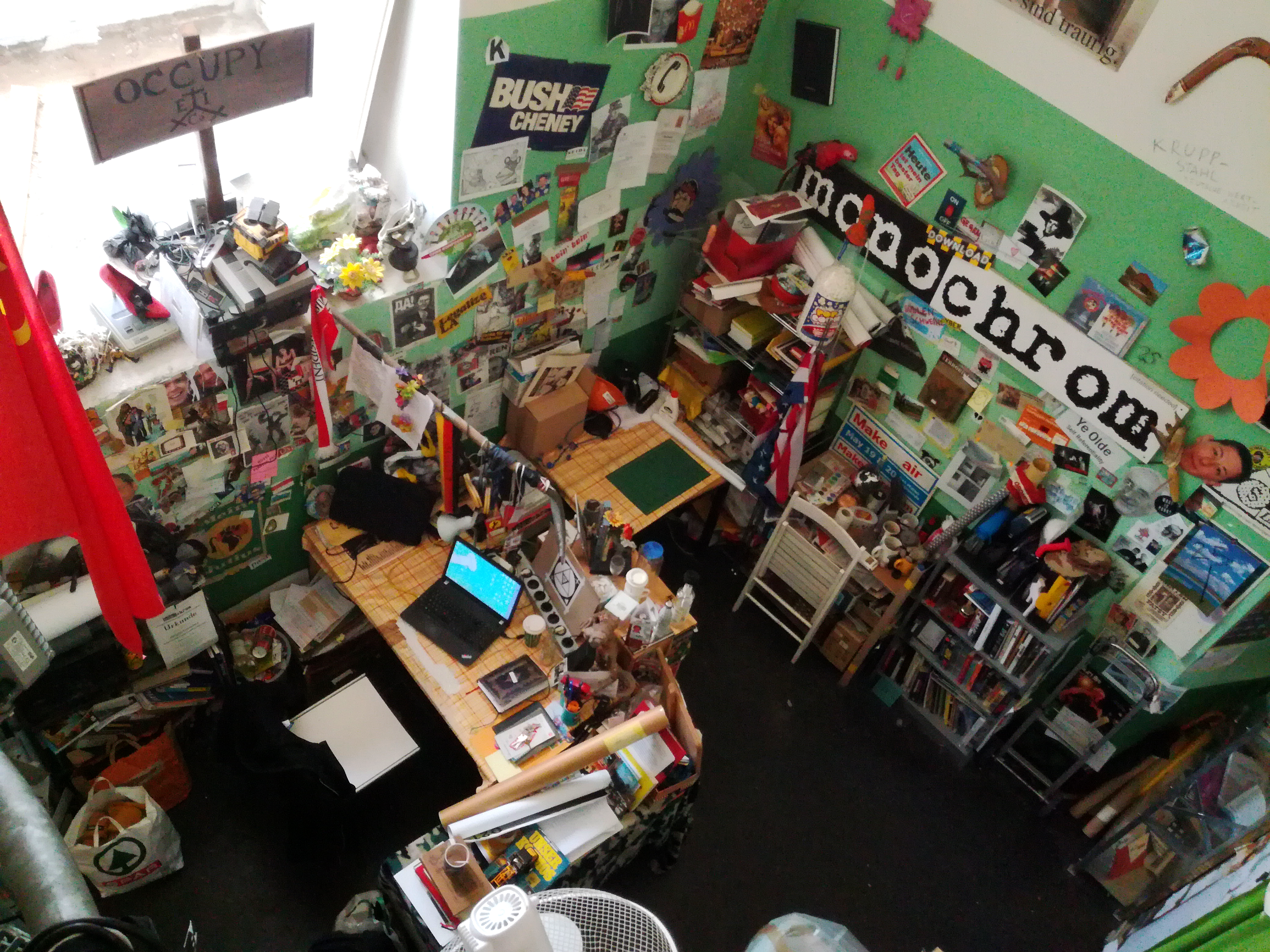
مكتب ومختبر مجموعة الفن والنظرية أحادية اللون في Q 21 (ديسمبر 2018).

يمتد المجمع 21، أو Q21 على مساحة 7000 متر مربع ويوفر غرف عمل وعروض لنحو 60 مبادرة ومجموعات فنانين وجمعيات ومهرجانات وصالات عرض وناشرين ومجامع تفكير وشركات إبداعية.

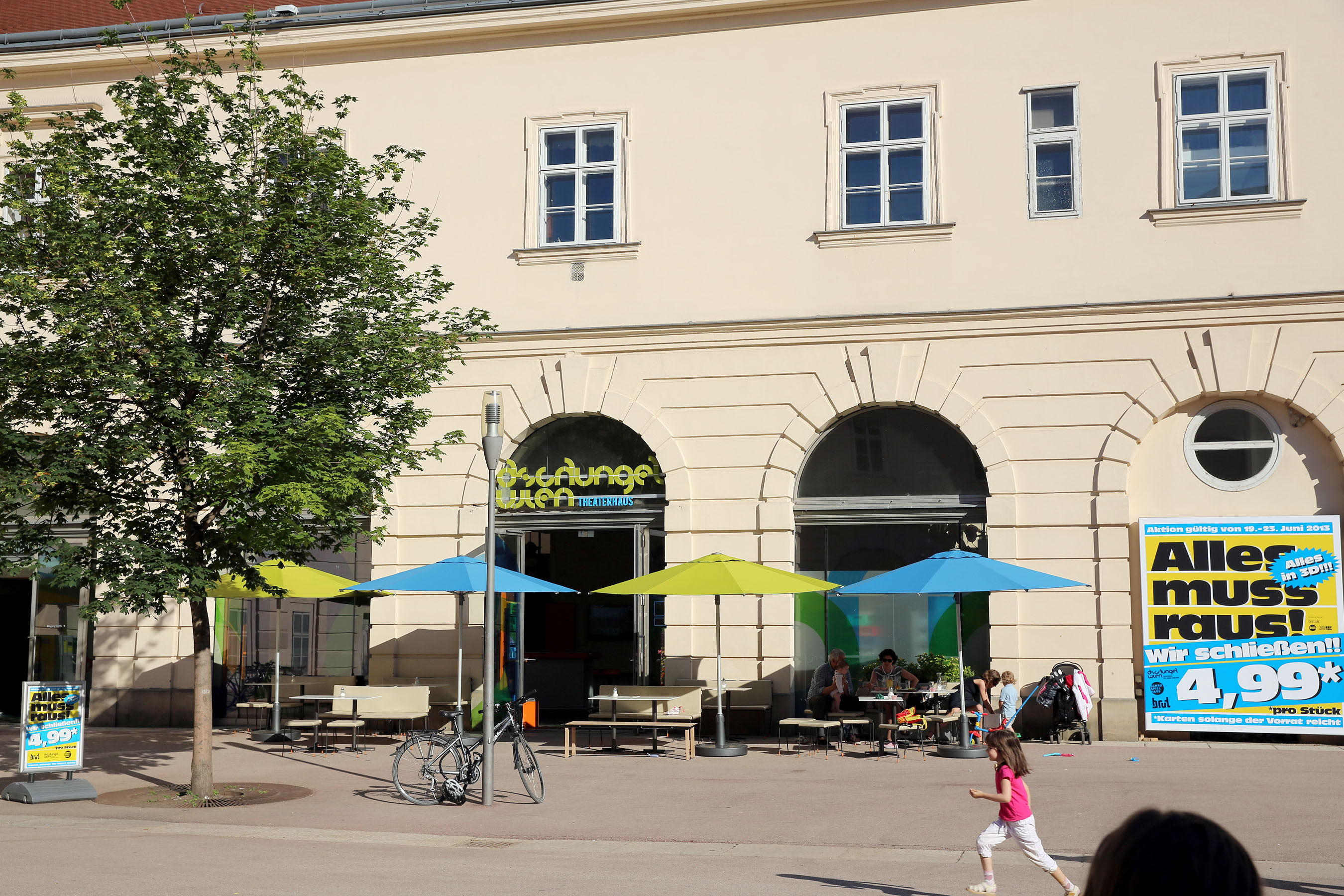
"غابة فيينا" (2013)

يعمل المستأجرون على نحو مستقل، في حين تعمل Q21 بصفة علامة تجارية شاملة ومحاور ترويجية. يدير بعض المستأجرين صالات عرض أو مكاتب في الطابق الأرضي من الجناح المسمى باسم المعماري فيشر فون إرلاخ، وهو مفتوح للجمهور يوميًا من الساعة 10 صباحًا حتى 10 مساءً. يستخدم بعضهم الممرات التي تربط باحات المجمع، ويمكن فهم هذه المقاطع المصممة بأساليب فنية على أنها «متاحف صغيرة خارجية» ببرنامج متغيرة، بما في ذلك المنشورات المصاحبة عن الأدب والطباعة والقصص المصورة وفن الشارع والفن الصوتي. يشغل مستأجرو Q21 ومكاتبهم الطوابق العليا، والتي يمكنك التعرف إليها في الجولات العامة. في «صالات العرض Q21»  (سابقا: «شارع الكهربائية») توجد صالات عمل وعرض مفتوحة للجمهور يمكن الوصول إليها لمبادرات فنية مختلفة.
يعد برنامج الفنان المقيم أداة تمويل متميزة وعامل رئيسي في إنشاء Q21.

### برنامج الفنان المقيم
بدأ برنامج الفنان المقيم في عام 2002 مع تأسيس Q21. توجد في المجمع 9 استوديوهات للفنانين المقيمين مع شقق متكاملة في منطقة، ويدعو Q21 القائمين على المعارض الفنية والفنانين من جميع أنحاء العالم للعمل في مشاريع مشركة، ويوفر مكان سكن ومنحة ويدعم الفنانين في التواصل. يأتي حاملو المنح الدراسية من مجالات الثقافة الرقمية، والفنون البصرية، والتصوير الفوتوغرافي، وفن الشارع، وثقافة الألعاب، والأفلام، والأزياء، والتصميم، والأدب، والفن المفاهيمي، والنظرية، وفن الصوت، والفن الهزلي، وفن الوسائط، وغيرها. توصى بالمختارين عادة المبادرات الثقافية الخمسين في Q21، ويعيشون في استوديوهات الفنانين لمدة شهرين تقريبًا. يستخدم برنامج الفنان المقيم حوالي 100 شخص سنويًا، وقد حل إلى الآن 630 فنانًا ضيوفًا على هذا البرنامج منذ بدئه.

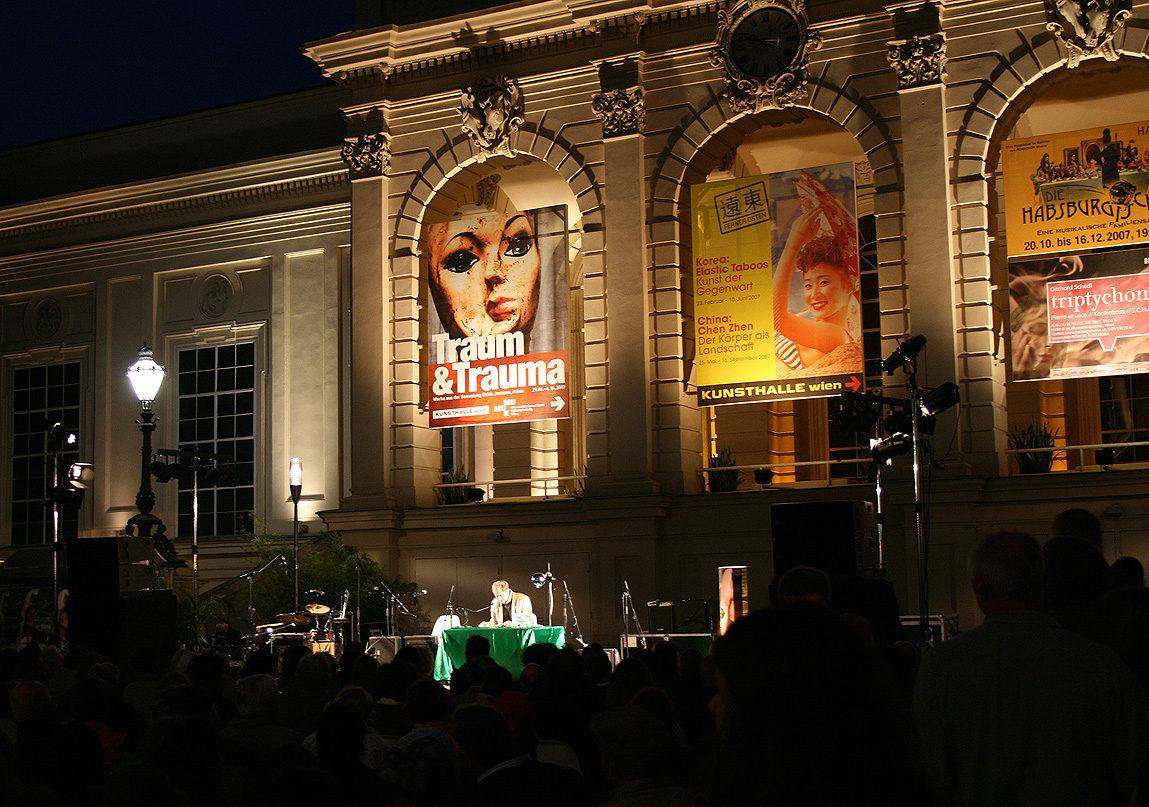
المهرجان الأدبي "أصوات نمساوية" (2007)

تدير البرنامج الفنان المقيم شركة إدارة مجمع المتاحف بالتعاون مع المبادرات الثقافية في محيطQ21، ومؤسسة ERSTE باعتبارها الممول الرئيسي، ووزارة الخارجية النمساوية.

### مساحة عرض «فضاء حر» في Q21
مساحة العرض المجانية Q21 هي مساحة عرض في جناح فيشر فون إيرلاخ، ويجمع اسمها كل ما يمكن قوله: الوصول المجاني والخالي من العوائق، مع أعمال ومفاهيم لفناني Q21. منذ عام 2012، أقيمت هناك ثلاثة معارض جماعية حول الموضوعات الاجتماعية والاجتماعية الهامة.

### الممرات ذات العناوين الخاصة
يمكن الوصول إلى منطقة المتاحف كوارتير من جميع الجهات عن طريق الممرات، وتربط الممرات ذات السقوف المعقودة الباروكية الطويلة الساحات الفردية بعضها ببعض. تُشغّل 6 ممرات متاحف صغيرة بالتعاون مع المبادرات الثقافية والقيمين. إلى جانب تصميمات الأسقف الدائمة تقام في الممرات المعارض متغيرة يصممها منسقون مدعوون.
الممرات الستة هي
- ممرالأدب: التصميم المرئي الدائم لهيلموت وجونا كاندل، ومعارض مؤقتة للمؤلفين الشباب
- ممرالصوت: تصميم مرئي دائم لإستر ستوكر، ومعارضفن صوتي مؤقتة
- ممر الكوميك: لوحة سقف دائمة لستيفان بلانكيه، ومعارض مؤقتة لفناني الكوميك العالميين
- ممر فن الشارع: تركيبات دائمة لكل من الفنان الفرنس إيفاندير ولويس واينبرغر، معارض مؤقتة لفناني الشارع الدوليين والمحليين
- ممر النصوص: يفحص العلاقة بين مقاطع النص والخطوط التي تم تعيينها فيها
- ممر النيزك: في عام 1999 استخدم نيزك حجر أساس في البناء

### مواضيع فصلية
تختلف مواضيع العروض تبعا لفصول السنة. خلال فصل الشتاء تقام في الساحة الرئيسية غرف متنقلة تستخدمها مطاعم ومقاهي المجمع. تصمم الحملات الموسمية بالتعاون مع الفنانين الرسامين العالميين. على مدار السنة تنظم في باحات المجمع الحفلات الموسيقية في مجالات الموسيقى الإلكترونية والموسيقى الشعبية والموسيقى الكلاسيكية والجاز. بالإضافة إلى البرامج الموسمية في الهواء الطلق، تُستخدم المنطقة أيضًا للفعاليات الثقافية المنتظمة مثل مهرجان «أصوات نمساوية» الأدبي أو الحفلات الموسيقية في إطار مهرجان فيينا للجاز.

### MQ آمور
MQ آمور هي حديقة منحوتات صالحة للعب في ساحة المجمع الأمامية. يمكن لعب حديقة النحت وفقًا لقواعد لعبة الجولف المصغر . يوجد بجانب الموقع كشك متنقل حيث يمكن استعارة المضارب والكرات. خطط الحديقة المهندس المعماري دانيال سانوالد. الفكرة الأساسية هي ذوق الريفيرا الإيطالية ولغة التصميم في الخمسينيات. الأعمال الاثنا عشر في حديقة النحت من تصميم أناستازيا ياروفينكو (بناءً على اقتراح من قاعة فيينا للفنون)، والثنائي المعماري هاري+سالي (بناءً على اقتراح مركز فيينا المعماري)، والمكتب المعماري فيلد 72 (بناءً على اقتراح من متحف ليوبولد)، وبيرند وتوماس أوبل (بناءً على اقتراح Q21)، وكذلك من قبل الثنائي الفنان بيلدشتاين إي غلاتز (بناءً على اقتراح من شركة إدارة مجمع المتاحف).

### مقاعد الساحة

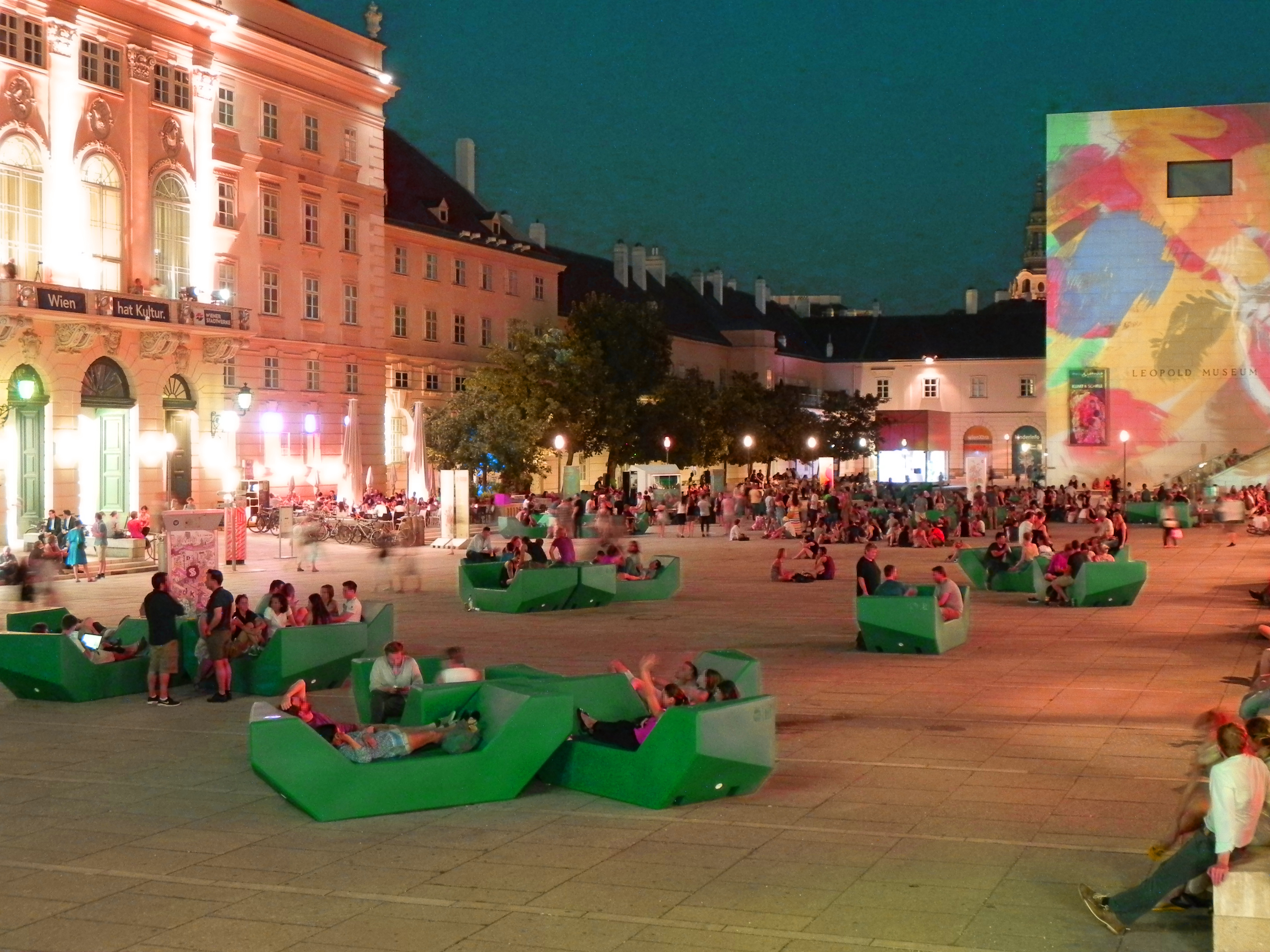
ساحة مجمع المتاحف - صيف 2015

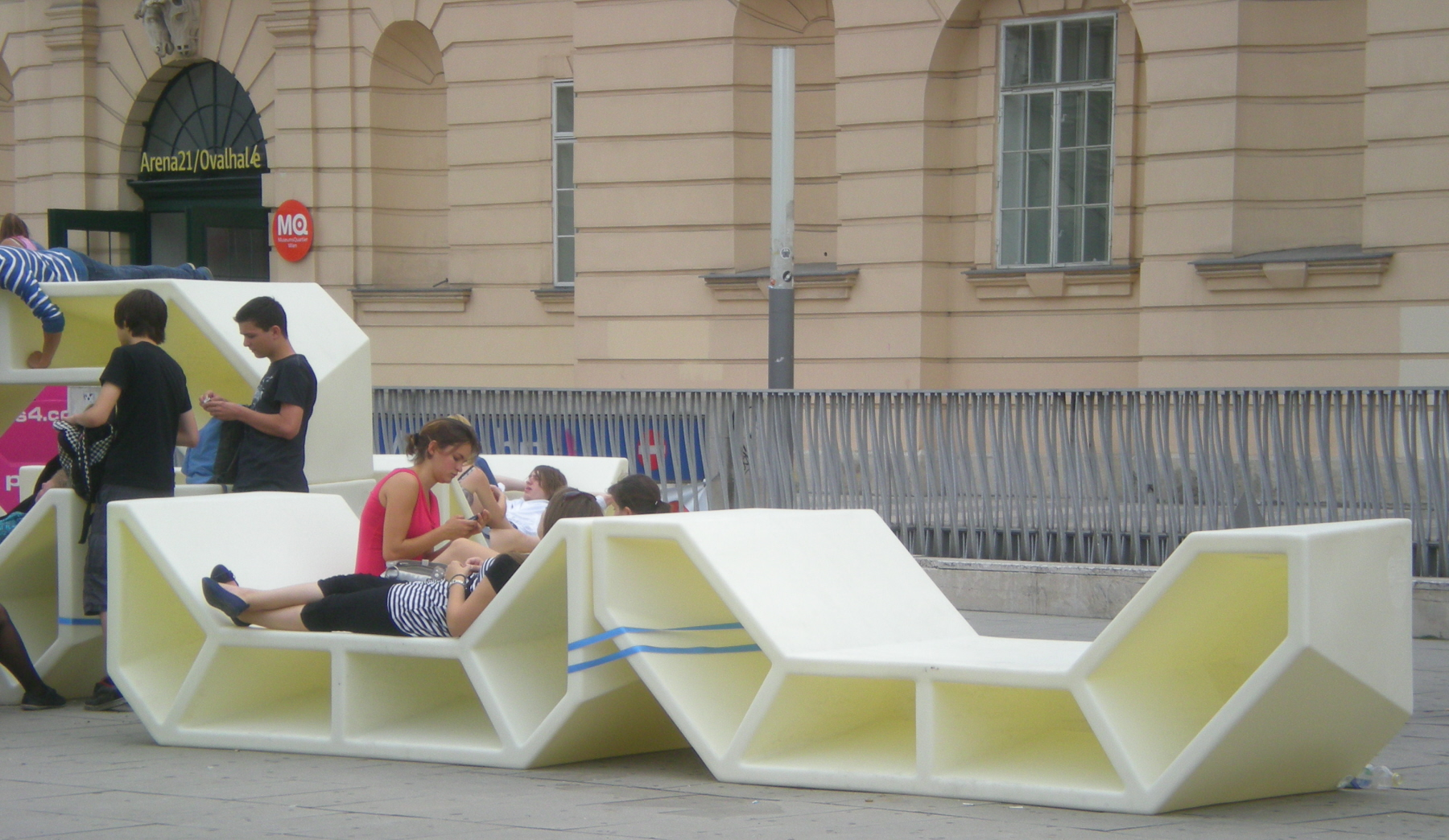
مقاعد ساحة مجمع المتاحف - صيف 2010

خلال أشهر الصيف، توضع في باحات المجمع الرئيسية مقاعد جلوس تسمى «إنتسيس» (بالألمانية: Enzis)‏ هي في الحقيقة تصاميم فنية تستعمل ي نفس الوقت مقاعد للزوار. في العقدين الأخيرين تطورت الساحة المركزية لمنطقة المتاحف كوارتير إلى منطقة ترفيهية حضرية. تعود شعبية الساحة التي وصفها ديتمار شتاينر من المركز المعماري بصالون البوبو إلى المقاهي والمطاعم التي تحيط بالساحة، وأيضا إلى مقاعد المجمع الفريدة الموزعة في الساحة خارج المقاهي والمتاحة للجميع.
مقاعد الإنتسيس قطع أثاث متعددة الوظائف قابلة للجمعصممتها آنا بوبلكا وجورج بودوشكا، وسميت باسم دانيلا إنتسي التي كانت مسؤولة عن تنظيم استخدام الساحات. منذ صيف عام 2010 توجد بالإضافة إلى الإنتسيس مقاعد إينتسو (بالألمانية: Enzo)‏، ولها نفس الشكل والابعاد الأساس، ولكنها أشد متانة ومصنوعة من مواد قابلة لإعادة التدوير.
بدأ كل شيء بمشروع فني في عام 2002: بعيد افتتاح المجمع في يونيو 2001، إذ لم يكن هناك أماكن جلوس في الأفنية باستثناء عدد قليل من المقاعد الخشبية. ثم صمم الفنان النمساوي جوزيف تراتنر أجسام رغوية ضخمة للمنطقة بصفة جزء من مشروع فني، إلا أن الزوار لم يتقبلوها على الفور بحماس، ولكنها استخدمت، بين أمور أخرى، لتكون مقاعدا. نظرًا للنجاح الكبير الذي حققته الحملة، دعت إدارة المجمع فرقا من المهندسين المعماريين لتصميم أثاث جلوس متعدد الاستخدامات للساحات فناء، وكانت فكرة فريق المهندسين المعماريين المذكور أعلاه هي الأكثر إقناعا، وانتقلت المقاعد لأول مرة إلى المجمع  في شتاء 2002 على شكل أكواخ خشبية مجمعة لتكون جزءا من برنامج "Winter in the MQ". «الشتاء في مجمع المتاحف».  في عام 2003 أعدّت المقاعد للمرة الأولى في الصيف ولاقت قبولا طيبا واستخدمها الزوار للاسترخاء أو مقابلة الأصدقاء، ومنذ ذلك الحين أصبحت جزءًا لا يتجزأ من المجمع وملتقى بحد ذاتها.
منذ عام 2003 تغيرت ألوان المقاعد في مجموعات متنوعة: أزرق حوض السباحة (2003)، وردي فاتح (2004)، أخضر فستقي (2005)، أحمر بلون كنبة فرويد (2006)، بيج كريمي (2007)، بنفسجي فريق كرة قدم أوستريا "(2008)، أصفر ليموني (2009)، أخضر (2010)، أبيض عاجي (2010)، أحمر حقل الفراولة (2011)، وردي محل الحلويات (2012)، أزرق حمام سباحة (2013)، "حورية البحر" (2015)، أخضر توينينغ (2017). منذ عام 2007 تختار الألوان من خلال تصويت مفتوح عبر الإنترنت. في صيف 2013 ظهر جيل التصاميم الجديد من طراز "قيينا"، استغني فيه عن دعامات التسليح المفتوحة، وأضيفت فتحة في منتصف المقعد يمكن من خلالها تصريف مياه الأمطار، ما يوفر الاستقرار اللازم ويوفر الدعم للمظلات.
مع الوقت تطورت مقاعد المجمع إلى علامة تجارية حقيقية أصبحت مكتب سياحة فيينا ومكتب دعاية النمسا يستخدمها سفيرة للعلامة التجارية لفيينا. كذلك يستخدم تصميم المقاعد في المشاريع الفنية، فعلي سبيل المثال خدمت 40 قطعة من هذه المقاعد أرضية لتصاميم قدمها 40 مصمما نمساويا لتكون ديكورا في مسابقة الأغنية الأوروبية، حيث خصصت لكل فنان دولة للفنانين بالقرعة ليصمم ما يناسبها.
في عام 2005 حصلت هذه التصاميم على جائزة أدولف لوس للتصميم التي تقدمها الدولة في فئة «التصميم المكاني» التي أدرجت للمرة الأولى. في عام 2007، رشحت مقاعد المجمع لجائزة الدولة للتصميم التي تقدمها جمهورية ألمانيا الاتحادية.

## روابط خارجية
- موقع متاحف كوارتير فيينا
- مقال عن الافتتاح (يوليو 2001)
- موقع Quartier 21
- موزيوم كوارتير- ميزانية عمومية (ملحق لجريدة الفينر تسايتونغ.PDF) (باللغة الألمانية)
- نظرة عامة على الإيجابيات والسلبيات وفقًا لقاعدة بيانات Nextroom
- معلومات عن حديقة النحت MQ Amore
- موقع مقاعد إينتسي